# Alexander Dimitrios
Alexander Dimitrios is een personage uit de James Bondfilm Casino Royale uit 2006.
Dimitrios werkt voor Le Chiffre. Vanuit de Bahama's zond hij een bericht naar Mollaka, een terrorist die op dat moment in Madagaskar was. Toen Mollaka erachter kwam dat het bericht werd opgemerkt, vluchtte hij hard weg. James Bond is te weten gekomen dat het bericht uit de Bahama's kwam. Daar ontdekte hij dat dit bericht van Dimitrios kwam. Dimitrios is later naar Miami gegaan, waar hij een berichtje stuurde naar Carlos, een terrorist die het nieuwste vliegtuig op de luchthaven van Miami moest opblazen.
Bond vermoordde Dimitrios met diens eigen mes en kwam erachter dat hij een berichtje naar Carlos stuurde. Later heeft Bond Carlos vermoord en de aanslag tegengehouden.